# Mikojan-Gurewitsch I-230
Die Mikojan-Gurewitsch I-230 (russisch Микоян-Гуревич И-230) war ein einmotoriges Jagdflugzeug des Zweiten Weltkrieges. Sie entstand als Weiterentwicklung der MiG-3, wurde aber nicht in die Serienproduktion überführt.
Die I-230 wurde von den Testpiloten auch als MiG-3D bezeichnet, wohl wegen ihres Projektnamens und ihrer engen Verwandtschaft zur MiG-3. Später setzte sich diese Bezeichnung dann durch, obwohl offizielle Stellen das Flugzeug nie so betitelten.

## Entwicklung
Die Entwicklungsarbeiten an diesem Typ begannen nach den ersten Kampferfahrungen mit der MiG-3. Die auch als Projekt D bezeichnete Maschine wies gegenüber ihrem Vorgänger eine aerodynamisch bessere Gestaltung auf; der Ölkühler war in das Rumpfinnere verlegt worden und der Pilot erhielt eine geräumigere Kabine sowie bessere Sicht durch eine veränderte Kanzel. Als Motor war der höhentaugliche Mikulin AM-35A vorgesehen, da dieser aber letztendlich nicht produziert wurde, musste ein AM-38F dementsprechend umgerüstet werden.
Die Flugerprobung wurde im Sommer 1942 durch I. I. Kalinin durchgeführt und ergab, dass die I-230 gegenüber der MiG-3 nur leicht bessere Leistungsdaten aufwies, insbesondere in puncto Höchstgeschwindigkeit und Steigleistung. Da außerdem kein besonderer Bedarf an Jagdflugzeugen für größere Höhen bestand, fiel die Entscheidung gegen eine Serienfertigung. Trotzdem wurden einige Vorserienmaschinen gebaut, die das 12. Jagdfliegergeschwader bei Moskau im Kriegseinsatz erprobte.
Es erschien 1943 eine als I-231, Projekt 2D oder auch MiG-3DD bezeichnete und geringfügig verbesserte Version mit einem AM-39-Motor und mit im Vergleich zur I-310 tiefer angesetztem Höhenleitwerk. Sie wurde durch J. A. Antipow getestet, erreichte jedoch ebenfalls nicht die Serienreife.

## Technische Daten
| Kenngröße                  | I-230                                    | I-231                                    |
| -------------------------- | ---------------------------------------- | ---------------------------------------- |
| Besatzung                  | 1                                        | 1                                        |
| Länge                      | 8,62 m                                   | 8,62 m                                   |
| Spannweite                 | 10,20 m                                  | 10,20 m                                  |
| Höhe                       | 3,15 m                                   | 3,15 m                                   |
| Flügelfläche               | 17,44 m²                                 | 17,44 m²                                 |
| Flügelstreckung            | 6,0                                      | 6,0                                      |
| Leermasse                  | 2.612 kg                                 | 2.700 kg                                 |
| Startmasse                 | 3.260 kg                                 | 3.287 kg                                 |
| Antrieb                    | ein flüssigkeitsgekühlter V-12-Motor     | ein flüssigkeitsgekühlter V-12-Motor     |
| Typ                        | zum AM-35A umgerüsteter AM-38F           | AM-39                                    |
| Leistung                   | 990 kW (1.346 PS) Startleistung          | 1.250 kW (1.700 PS) Startleistung        |
| Höchstgeschwindigkeit      | 660 km/h in 7.000 m Höhe                 | 707 km/h in 7.100 m Höhe                 |
| Steigzeit auf 5.000 m Höhe | 5,2 min                                  | 4,5 min                                  |
| Gipfelhöhe                 | 12.000 m                                 | 11.400 m                                 |
| Reichweite                 | 1.300 km                                 | 1.350 km                                 |
| Bewaffnung                 | zwei 20-mm-Kanonen SchWAK über dem Motor | zwei 20-mm-Kanonen SchWAK über dem Motor |